# Dama de honor en el Antiguo Egipto
| sw | Xkr |

| sw | Xkr |

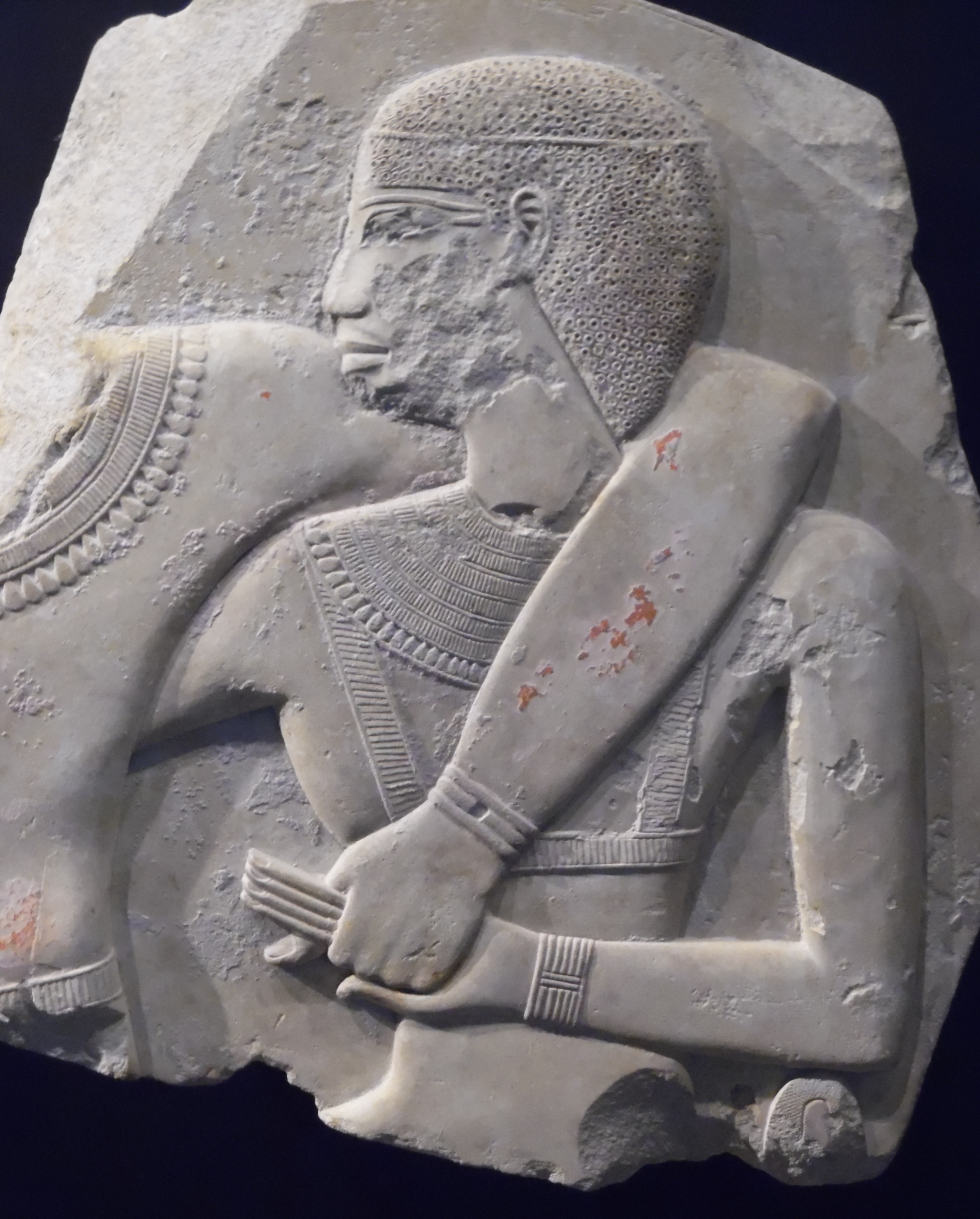
Relieve que representa a Kemsit, una de las reinas del faraón Mentuhotep II.

Dama de honor o Jekeret-nisut es un título del Antiguo Egipto que también se traduce a menudo como ornamento real. Las titulares son en su mayoría mujeres casadas de alto rango.
Las mujeres con este título, se conocen desde el Primer Periodo Intermedio y, con menor frecuencia durante el Imperio Medio, pero de nuevo vuelve a ser común durante el Segundo Período Intermedio y el Imperio Nuevo. 
Durante la dinastía XI, algunas reinas de Mentuhotep II llevaban este título.
Existe una controversia en su significado. Henry George Fischer traduce el título Jekeret-nisout como ornamento o adorno del rey y veía a las mujeres que llevaban este título en el cuadro del harén real. Willems Harco argumenta por el contrario, que la traducción correcta es adoratriz del rey, y jugaban un importante papel en el culto al rey.